# Michael Kanin
 (juin 2017).
Si vous disposez d'ouvrages ou d'articles de référence ou si vous connaissez des sites web de qualité traitant du thème abordé ici, merci de compléter l'article en donnant les références utiles à sa vérifiabilité et en les liant à la section « Notes et références ».
Pour les articles homonymes, voir Kanin.
Michael Kanin est un scénariste américain né le 1er février 1910 et mort le 12 mars 1993.

## Filmographie sélective

### Cinéma
- 1939 : They Made Her a Spy de Jack Hively
- 1939 : Panama Lady de Jack Hively
- 1940 : Anne of Windy Poplars
- 1942 : La Femme de l'année (Woman of the Year) de George Stevens
- 1942 : Sunday Punch
- 1943 : La Croix de Lorraine (The Cross of Lorraine)
- 1944 : Le mariage est une affaire privée (Marriage Is a Private Affair)
- 1946 : Quadrille d'amour (Centennial Summer)
- 1947 : Sérénade à Mexico (Honeymoon)
- 1951 : When I Grow Up
- 1952 : My Pal Gus
- 1954 : Rhapsodie (Rhapsody) de Charles Vidor
- 1956 : The Opposite Sex
- 1958 : Le Chouchou du professeur (Teacher's Pet)
- 1961 : The Right Approach
- 1962 : Le Mercenaire (La Congiura dei dieci)
- 1964 : L'Outrage (The Outrage)
- 1969 : How to Commit Marriage de Norman Panama

### Télévision
- 1960 : Play of the Week
- 1961 : Rashomon
- 1964 : Mein oder Dein
- 1976 : Woman of the Year
- 1986 : Fame